# 张恒云
张恒云（1931年8月—1988年11月16日），山东济南人。中共第九、十届中央委员。
早年担任兰州铁路分局兰西机务段司机。兰州著名造反派。后任甘肃省总工会副主任。1973年8月至1975年1月任中共甘肃省委常委。1975年1月后被撤销职务，开除党籍。 1977年7月，甘肃省委报告中央，建议对张恒云离职审查。1988年11月16日在兰州逝世。